# Escobaria robbinsorum
Escobaria robbinsorum ist eine Pflanzenart in der Gattung Escobaria aus der Familie der Kakteengewächse (Cactaceae). Das Artepitheton robbinsorum ehrt James A. Robbins sowie seine Söhne Jimmi und John, die die Art entdeckten. Englische Trivialnamen sind „Cochise Pincushion“ und „Robbins’s Snowball Cactus“.

## Beschreibung
Escobaria robbinsorum wächst einzeln. Die häufig kaum aus der Bodenoberfläche herausragenden Triebe erreichen Wuchshöhen von 2 bis 6 Zentimeter und ebensolche Durchmesser. Ihre eng gepackten Warzen sind 5 bis 8 Millimeter lang. Mitteldornen sind in der Regel nicht vorhanden. Die elf bis 17 weißen Randdornen besitzen eine dunklere Spitze und sind gelegentlich verdreht. Sie sind 0,3 bis 1,8 Zentimeter lang.
Die Blüten sind gelblich grün bis rosafarben. Sie sind 1,8 bis 2 Zentimeter lang und erreichen Durchmesser von 1,2 bis 1,5 Zentimeter. Die orangeroten, kurz zylindrischen Früchte sind 6 bis 8,5 Millimeter lang.

## Verbreitung, Systematik und Gefährdung
Escobaria robbinsorum ist in den Vereinigten Staaten im Cochise County im Bundesstaat Arizona sowie im mexikanischen Bundesstaat Sonora verbreitet.
Die Erstbeschreibung als Cochiseia robbinsorum durch W. Hubert Earle wurde 1976 veröffentlicht. David Richard Hunt stellte die Art 1978 in die Gattung Escobaria. Weitere nomenklatorische Synonyme sind Coryphantha robbinsorum (W.H.Earle) A.D.Zimmerman (1978) und Neobesseya robbinsorum (W.H.Earle) Doweld (2000).
In der Roten Liste gefährdeter Arten der IUCN wird die Art als „Vulnerable (VU)“, d. h. als gefährdet geführt.

## Nachweise